# Bandera de Yukón
La Bandera de Yukón es tricolor vertical en verde, blanco y azul. En el centro de la banda blanca está el escudo de Yukon, sobre dos ramas de epilobio (flor que representa al territorio). El verde representa los bosques de Yukón; el blanco, la nieve; y el azul, los lagos y ríos.
La parte inferior del escudo representa a las montañas territoriales, con discos de oro aludiendo a la riqueza mineral yukoniana y su aparición con la Fiebre del oro de Klondike. Las dos líneas blancas onduladas simbolizan a sus ríos. En el margen superior, la cruz de San Jorge hace referencia a Inglaterra; el disco o anillo principal se halla sobre una especie de piel heráldica (literalmente, piel de ardilla) refiriéndose, por tanto, a la abundancia de animales (y pieles) en el territorio. Al timbre, un perro Malamute de Alaska de pie sobre un montículo de nieve.